# シュヴェリーン中央駅
シュヴェリーン中央駅（シュヴェリーンちゅうおうえき、Schwerin Hauptbahnhof）は、ドイツ・メクレンブルク＝フォアポンメルン州の都市シュヴェリーンにある鉄道駅。

## 概要
1847年に開業した。インターシティ（IC）の停車駅で、ハンブルク発ロストック経由シュトラールズント着の路線が停車する。その他、ヴィスマールとルートヴィヒスルストを結ぶ列車も停車する。
所要時間は、ICでハンブルク中央駅やロストック中央駅まで約1時間、シュトラールズントまで約2時間。